# Жаніс Буткус
Жаніс Буткус (латис. Žanis Butkus; 29 липня 1906, Межмуйжська волость, Добленський повіт, Курляндська губернія, Російська імперія — 15 травня 1999, Палмер, Аляска, США) — гауптштурмфюрер військ СС, офіцер Латиського добровольчого легіону СС. Кавалер Лицарського хреста Залізного хреста.

## Біографія
Жаніс Буткус народився в 1906 році в маєтку Мазберкене на території сучасної Латвії, в родині Фріціса і Анни Буткус. Під час німецької окупації сім'я Буткус перебралася в Ригу. У 1927 році був призваний в латвійську армію. Демобілізувався у званні унтер-офіцера. У 1932 році одружився. Займався стрільбою. Після радянської окупації військові відомства почали цікавитися Буткусом. Боячись репресій, Жаніс Буткус повернувся до сім'ї. 14 червня 1941 року, побоюючись висилки, сховався в лісі, але родину Буткус (дружину і дочку) вислали в Сибір. Потім вступив в партизанський рух. З березня 1942 року служив в 26-му (Тукумському) поліцейському батальйоні. Воював на Волховському фронті, брав участь в антипартизанських операціях в Білорусі і близько озера Ільмень. З 1944 року в 19-ї гренадерській дивізії військ СС. Був контужений і поранений не менше шести разів. Останній бій провів в Курляндському котлі. На момент капітуляції знаходився в Данії.
Після війни США відмовилися видати Буткуса радянській влади, оскільки, згідно з розслідуванням комісії з розслідування військових злочинів при Національному архіві США, балтійські з'єднання військ СС не потрапляли під колабораціоністські, оскільки в них переважав примусовий характер прийому.

## Звання
- Унтер-офіцер (вересень 1927)
- Фельдфебель (21 січня 1943)
- Унтерштурмфюрер легіону СС (30 січня 1944)
- Гауптштурмфюрер військ СС (24 серпня 1944)

## Нагороди
- Медаль «За зимову кампанію на Сході 1941/42»
- Залізний хрест
  - 2-го класу (26 березня 1943)
  - 1-го класу (8 серпня 1943)
- Штурмовий піхотний знак в сріблі (12 вересня 1943)
- Нагрудний знак «За поранення» в золоті (28 квітня 1944)
- Нагрудний знак ближнього бою в сріблі (16 червня 1944)
- Німецький хрест в золоті (28 червня 1944)
- Лицарський хрест Залізного хреста (21 вересня 1944)